# Canton de Tessy-sur-Vire
Le canton de Tessy-sur-Vire est une ancienne division administrative française, située dans le département de la Manche et la région Basse-Normandie.

## Histoire
De 1833 à 1848, les cantons de Percy  et de Tessy avaient le même conseiller général. Le nombre de conseillers généraux était limité à trente par département.

## Représentation

### Conseillers d'arrondissement (de 1833 à 1940)
| Période                                  | Période | Identité                           | Étiquette | Qualité |
| ---------------------------------------- | ------- | ---------------------------------- | --------- | --- |
| 1833                                     | 1842    | Pierre Julien Lesage               |           | Notaire à Tessy-sur-Vire, propriétaire à Domjean                                                            |
| 1842                                     | 1848    | Honoré Le Corps-Dumont (1799-1852) |           | Propriétaire à Tessy                                                                                        |
|                                          |         |                                    |           | |
| 1871                                     |         | Philippe Aimé René Ozenne          |           | Greffier de la justice de paix à Tessy                                                                      |
|                                          |         |                                    |           | |
| 1913                                     |         | Alfred Murie                       |           | Conseiller municipal de Tessy-sur-Vire                                                                      |
|                                          |         |                                    |           | |
|                                          | 1940    | Jean Friteau (1895-1953)           |           | Propriétaire éleveur, maire de Saint-Louet-sur-Vire                                                         |
| 1940                                     |         |                                    |           | Les conseils d'arrondissement ont été suspendus par la loi du 12 octobre 1940 et n'ont jamais été réactivés |
| Les données manquantes sont à compléter. |         |                                    |           | |

### Conseillers généraux de 1833 à 2015
| Période | Période      | Identité                   | Étiquette     | Qualité |
| ------- | ------------ | -------------------------- | ------------- | --- |
| 1833    | 1845         | Alexis Gendrin-Dumesnil    |               | Notaire, juge de paix, maire de Percy |
| 1845    | 1848         | Louis Jean François Diguet | Centre gauche | Avocat, magistrat, député (1848-1849) |
| 1848    | 1852 (décès) | Honoré Le Corps-Dumont     |               | Juge de paix, conseiller municipal de Tessy |
| 1852    | 1867 (décès) | Hippolyte Godard           |               | Juge de paix |
| 1867    | 1887 (décès) | Joseph Leguédois           | Droite        | Médecin, maire de Tessy-sur-Vire |
| 1887    | 1893 (décès) | Léon Prémont               |               | Magistrat |
| 1893    | 1907         | Louis Mithois              | Républicain   | Notaire à Domjean |
| 1907    | 1919 (décès) | Pierre Goulet              | Nationaliste  | Agriculteur, maire de Troisgots (1876-1919) |
| 1919    | 1940         | Albert Lemaître            | RG puis PSF   | Notaire, maire de Tessy-sur-Vire |
|         |              |                            |               | |
| 1945    | 1953 (décès) | Jean Friteau               | DVD           | Maire de Saint-Louet-sur-Vire, ancien conseiller d'arrondissement, vice-président du conseil général                                                       |
| 1954    | 1975 (décès) | Lucien Guérin              | DVD           | Maire de Tessy-sur-Vire |
| 1976    | 2007 (décès) | Jean-Claude Lemoine        | RPR puis UMP  | Médecin retraité, député (1993-2007), conseiller municipal puis maire-adjoint de Tessy-sur-Vire (1965-2007), vice-président du conseil général (1982-2007) |
| 2007    | 2015         | Gilles Beaufils            | SE            | Agriculteur, maire de Moyon |

Le canton participe à l'élection du député de la première circonscription de la Manche, avant et après le redécoupage des circonscriptions pour 2012.

## Composition

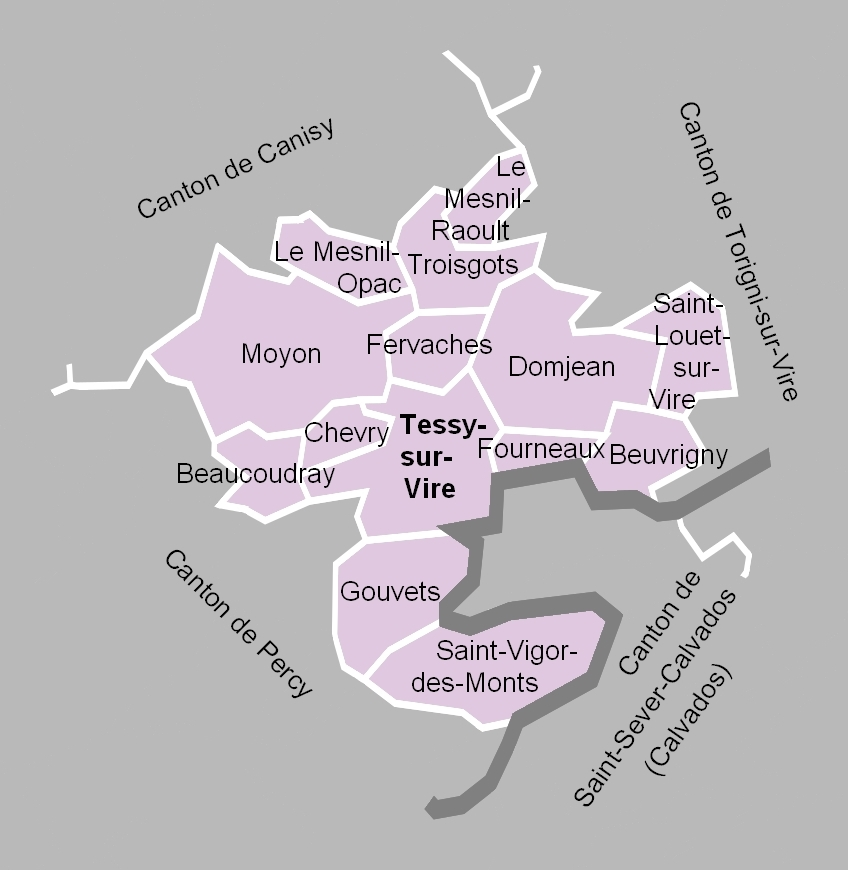
La carte des communes du canton. Les cantons limitrophes étaient ceux de Canisy, de Torigni-sur-Vire, de Saint-Sever-Calvados et de Percy.

Le canton de Tessy-sur-Vire comptait 6 240 habitants en 2012 (population municipale) et groupait quatorze communes :
- Beaucoudray ;
- Beuvrigny ;
- Chevry ;
- Domjean ;
- Fervaches ;
- Fourneaux ;
- Gouvets ;
- Le Mesnil-Opac ;
- Le Mesnil-Raoult ;
- Moyon ;
- Saint-Louet-sur-Vire ;
- Saint-Vigor-des-Monts ;
- Tessy-sur-Vire ;
- Troisgots.

À la suite du redécoupage des cantons pour 2015, toutes les communes sont rattachées au canton de Condé-sur-Vire.

### Anciennes communes
Les anciennes communes suivantes étaient incluses dans le canton de Tessy-sur-Vire :
- La Chapelle-Heuzebrocq, absorbée en 1829 par Beuvrigny.
- Sainte-Marie-des-Monts, absorbée en 1829 par Saint-Vigor-des-Monts.

## Démographie
| 1962  | 1968  | 1975  | 1982  | 1990  | 1999  | 2006  | 2011  | 2012  |
| ----- | ----- | ----- | ----- | ----- | ----- | ----- | ----- | ----- |
| 6 348 | 6 103 | 5 517 | 5 219 | 5 158 | 5 381 | 5 883 | 6 196 | 6 240 |